# 대전광역시의 국가등록문화유산
대한민국의 국가등록문화재 가운데 대전광역시에 있는 국가등록문화재는 다음의 목록과 같다.
| 번호  | 사진 | 명칭                                                                                            | 소재지                                                        | 관리자 (단체)                     | 지정일                                                              | 참조 |
| 18호  |      | 대전 충청남도청 구 본관 (大田 忠淸南道廳 舊 本館)                                               | 대전 중구 선화동 287-2                                        | 충청남도                          | 2002년 5월 31일 지정                                                |      |
| 19호  |      | 구 산업은행 대전지점 (舊 産業銀行 大田支店)                                                     | 대전 동구 중앙로 198 (중동)                                   | (주)다비치안경체인                | 2002년 5월 31일 지정                                                |      |
| 20호  |      | 구 조흥은행 대전지점 (舊 朝興銀行 大田支店)                                                     | 대전 동구 대전로 783 (원동)                                   | 신한은행                          | 2002년 5월 31일 지정                                                |      |
| 98호  |      | 구 동양척식회사 대전지점 (舊 東洋拓殖會社 大田支店)                                             | 대전 동구 대전로 735 (인동)                                   | 김석진                            | 2004년 9월 4일 지정                                                 |      |
| 99호  |      | 한국전력공사 대전보급소 (韓國電力公社 大田補給所)                                               | 대전 동구 변전소길 22 (인동)                                  | 한전대전보급소                    | 2004년 9월 4일 지정                                                 |      |
| 100호 |      | 대전 국립농산물품질관리원 구 충청지원 (大田 國立農産物品質管理院 舊 忠淸支院)                   | 대전 중구 대종로 470 (은행동)                                 | 문화재청                          | 2004년 9월 4일 지정                                                 |      |
| 101호 |      | 대전 충청남도청 구 관사 1·2·5·6호와 부속창고 (大田 忠淸南道廳 舊 官舍 一·二·五·六號와 附屬倉庫) | 대전 중구 보문로205번길 22, , 326-61, 326-65, 326-66 (대흥동) | .                                 | 2004년 9월 4일 지정                                                 |      |
| 168호 |      | 구 철도청 대전지역사무소 보급창고 3호 (舊 鐵道廳 大田地域事務所 補給倉庫 三號)                  | 대전 동구 소제동 291-6                                        | .                                 | 2005년 4월 15일 지정                                                |      |
| 169호 |      | 대전 선화동 구 사범부속학교 교장 사택 (大田 宣化洞 舊 師範附屬學校 校長社宅)                    | 대전 중구 선화동 6-20                                         |                                   | 2005년 4월 15일 지정, 2012년 4월 19일 해제, 화재로 문화재 가치 상실 |      |
| 331호 |      | 대전 수운교 봉령각 (大田 水雲敎 鳳靈閣)                                                         | 대전 유성구 자운로245번길 80 (추목동)                         | .                                 | 2007년 7월 3일 지정                                                 |      |
| 332호 |      | 대전 수운교 용호당 (大田 水雲敎 龍虎堂)                                                         | 대전 유성구 자운로245번길 80 (추목동)                         | .                                 | 2007년 7월 3일 지정                                                 |      |
| 333호 |      | 대전 수운교 본부법회당 (大田 水雲敎 本部法會堂)                                                 | 대전 유성구 자운로245번길 80 (추목동)                         | .                                 | 2007년 7월 3일 지정                                                 |      |
| 334호 |      | 대전 수운교 본부사무실 (大田 水雲敎 本部事務室)                                                 | 대전 유성구 추목동 600                                        | .                                 | 2007년 7월 3일 지정                                                 |      |
| 335호 |      | 대전 수운교 종각과 범종 (大田 水雲敎 鐘閣과 梵鐘)                                               | 대전 유성구 추목동 산40-3                                     | .                                 | 2007년 7월 3일 지정                                                 |      |
| 377호 |      | 대전 대흥동 일·양 절충식 가옥 (大田 大興洞 日·洋 折衷式 家屋)                                   | 대전 중구 대흥동 429-4                                        | 대전시 중구                       | 2008년 7월 3일 지정                                                 |      |
| 415호 |      | 미카형 증기기관차 129호 (미카型 蒸氣機關車 129號)                                               | 대전 유성구 현충원로 251 국립대전현충원                       | 한국철도공사 사장                 | 2008년 10월 17일 지정                                               |      |
| 434호 |      | 인쇄전신기 (印刷電信機)                                                                         | 대전 중구 대둔산로 390, 충남전기통신박물관 (산성동)           |                                   | 2009년 4월 22일 지정                                                |      |
| 534호 |      | 가족도                                                                                          | 대전 서구                                                     | .                                 | 2013년 2월 21일 지정                                                |      |
| 551호 |      | 압사기                                                                                          | 대전 유성구 과학로 80-67                                      | 화폐박물관                        | 2013년 8월 27일 지정                                                |      |
| 603호 |      | 조선지질도                                                                                      | 대전 유성구 과학로 124                                        | 한국지질자원연구원                | 2014년 9월 2일 지정                                                 |      |
| 604호 |      | 대한지질도                                                                                      | 대전 유성구 과학로 124                                        | 한국지질자원연구원                | 2014년 9월 2일 지정                                                 |      |
| 643호 |      | 대전 대흥동성당                                                                                 | 대전 중구 대흥동 189                                          | 재단법인 대전교구천주교회유지재단 | 2014년 10월 30일 지정                                               |      |